# Ryan Potter
Ryan Potter (sinh ngày 12 tháng 9 năm 1995) là một diễn viên người Mỹ. Anh bắt đầu sự nghiệp với vai chính trong series Supah Ninjas (2011–2013) của Nickelodeon. Anh lồng tiếng cho Hiro Hamada phim hoạt hình Biệt đội Big Hero 6 (2014) và phim truyền hình Big Hero 6: The Series (2017–). Potter cũng nhập vai Beast Boy trong series Titans (2018–2023).